# Le Bel Été (Pavese)
Pour les articles homonymes, voir Le Bel Été.
Le Bel Été (La bella estate) est un roman italien de Cesare Pavese publié en 1949.

## Présentation
Le recueil est constitué de trois courts romans : le premier intitulé Le Bel Été (La bella estate) est de 1940, le suivant, qui s'intitule Le Diable sur les collines (Il diavolo sulle colline), a été écrit en 1948,  enfin le dernier Entre femmes seules (Tra donne sole) date de 1949 qui est aussi la date de la première parution du recueil. C'est la dernière œuvre importante publiée du vivant de Cesare Pavese qui met fin à ses jours le 27 août 1950.
Le roman aborde le thème de la difficulté de vivre et, selon les termes même de Pavese, représente « trois romans urbains, trois romans de découverte de la ville et de la société, trois romans d’enthousiasme juvénile et de passion déçue. »
Le premier roman raconte un épisode de la vie d'une jeune couturière, nommée Ginia, qui se lie d'une forte amitié avec Amelia, une femme un peu plus âgée et expérimentée qu'elle, qui gagne sa vie en posant pour des peintres. Le roman s'ouvre sur l'incipit célèbre, « À cette époque, c'était toujours fête », qui place l'histoire sous le signe de la jeunesse et de la légèreté incarnées par Ginia, pleine d'une joie de vivre qu'Amelia, plus compliquée et secrètement attirée par la jeune fille, lui envie. Amelia présente à Ginia le peintre Guido, qui évolue dans un milieu artistique et dont la jeune fille tombe rapidement amoureuse. 
Le deuxième roman montre les déambulations de trois adultes à la recherche d'aventure et leur rencontre avec Poli qui les attire vers toutes sortes d'excès auxquels ils finiront par renoncer. Le dernier décrit les discussions des femmes telles que perçues par une jeune couturière nommée Clelia.

## Récompenses
Le roman a reçu le Prix Strega l'année de sa parution en 1949.